# Warped
Warped – wydany w 1995 pierwszy singel promujący album One Hot Minute amerykańskiej grupy Red Hot Chili Peppers.

## Spis utworów
1. "Warped" (Edit)
2. "Pea" (Album)
3. "Melancholy Mechanics" (Previously Unreleased)